# Session bean
En session bean er en enterprise bean, som udstiller metoder, som kan kaldes af klientprogrammer. Hvert metodekald kan fungere som en transaktion. Sessions beans findes i to varianter: med eller uden bevarelse af tilstand. Hvis der bevares tilstand, får hvert klientprogram sit eget objekt at arbejde på, og mellemresultater kan gemmes i objektet. Hvis en session bean er defineret uden tilstand, oprettes der ikke et objekt for hver klient. Det betyder, at der ikke kan gemmes klient-specifikke data i objektet.
| Programmering | Spire Denne artikel om datalogi eller et datalogi-relateret emne er en spire som bør udbygges. Du er velkommen til at hjælpe Wikipedia ved at udvide den. |